# Bigwala
Bigwala è un tipo di musica e danza cerimoniale del Regno Busoga, in Uganda, basato su trombe fatte di zucca. Questo genere musicale fa parte della lista del patrimonio culturale immateriale che necessita di urgente tutela dell'UNESCO.
Tradizionalmente, alla tromba solista si uniscono quattro o più altre trombe, che producono una melodia suonando a ritmo. A questi si uniscono i cantanti e poi i danzatori e tutti girano in cerchio intorno ai musicisti mentre si muovono a tempo.
In origine questa musica era suonata durante le celebrazioni reali come le incoronazioni o i funerali; oggi in occasioni sociali, ma con meno frequenza.
Nel 1966 è stato proibito suonare questo genere musicale perché collegato al Regno Busoga, che come gli altri regni ugandesi era stato abolito dalla riforma costituzionale promossa dal primo ministro Milton Obote. Negli anni '90 il presidente Yoweri Museveni ha reintrodotto i regni tradizionali in Uganda e con essi anche la pratica di questa musica tradizionale, ma ad oggi ci sarebbero solo quattro persone in grado di produrre questo tipo di musica e danza, che faticano a trasmettere le proprie competenze per la mancanza di risorse economiche.
Questo genere musicale contribuisce all'unità e all'identità Busoga, con versi che raccontano la storia del regno, del re (un simbolo dell'identità Busoga), ma che parlano anche di problemi di tipo sociale.